# Quirilelo (Açumanu)
Quirilelo (Cirilelo) ist eine osttimoresische Aldeia im Suco Açumanu (Verwaltungsamt Liquiçá, Gemeinde Liquiçá). 2015 lebten in der Aldeia 270 Menschen.

## Geographie und Einrichtungen
Quirilelo bildet den Südosten des Sucos Açumanu. Nordwestlich liegt die Aldeia Siscoelema und nordöstlich die Aldeia Hatumatilu. Im Nordosten grenzt Quirilelo an den Suco Leorema (Verwaltungsamt Bazartete) und im Süden an die zur Gemeinde Ermera gehörenden Verwaltungsämter Ermera mit dem Suco Ponilala und Hatulia B mit dem Suco Lisapat und Urahou. Die Südgrenze bildet der Fluss Gleno, ein Nebenfluss des Lóis. Der südliche Ausläufer eines Berges bildet das Zentrum der Aldeia. Auf seinem Kamm befindet sich die Besiedlung der Aldeia mit dem Ortszentrum des Dorfes Quirilelo im Süden mit dem Sitz der Aldeia. Westlich und östlich des Berges fließen Zuflüsse des Gleno.

## Politik
2023 wurde Julieta da Silva dos Santos zur Chefe de Aldeia gewählt.